# Leo Packmor
Leo Packmor (* 16. Jahrhundert in Glombowen im Herzogtum Preußen; † 30. September 1583 in Arnstadt) war ein Söldner in Diensten verschiedener europäischer Herrscher sowie Drost der oldenburgischen Grafen in Delmenhorst.

## Leben
Packmor entstammte einem ostpreußischen Adelsgeschlecht. Der bekannte Landsknechtführer Andreas Packmor, der in Diensten Albrechts von Brandenburg stand, war sein Bruder.
Vermutlich dank dieser Beziehungen wurde Packmor bei den oldenburgischen Grafen Anton I. und dessen Nachfolger Johann VII. ebenfalls für Kriegsdienste verpflichtet. 1559 war er auf dänischer Seite Teilnehmer des Kriegszuges der sog. Letzten Fehde, bei dem Herzog Adolf I. von Schleswig-Holstein-Gottorf, König Friedrich II. von Dänemark und Herzog Johann II. von Schleswig-Holstein-Hadersleben die Bauernrepublik Dithmarschen eroberten. Unter dem Oberbefehl von Günther XLI. von Schwarzburg-Arnstadt kämpfte er im Auftrag Johanns VII. im Dreikronenkrieg gegen Schweden und nahm 1567 neben Johann VII. unter dem gleichen Oberbefehlshaber an der Belagerung der Festung Grimmenstein bei Gotha teil. Sein Dienstgrad war Oberst.
1573 war er in ziviler Anstellung wiederum für die Grafen von Oldenburg tätig, für die er ab diesem Jahr bis mindestens 1578 als Drost in Delmenhorst amtierte. Weiterhin führte er mehrere diplomatische Missionen aus. So führte er 1573 und 1574 Verhandlungen mit Edzard II. von Ostfriesland wegen der Nachfolgeregelung der Herrschaft Jever, das nach dem Tod Marias von Jever an Oldenburg fiel. 1576 und 1577 verhandelte Packmor mit der Stadt Bremen wegen Schifffahrts- und Fischereiangelegenheiten und führte 1577 die Unterhandlungen wegen der Erbteilung der Grafschaften Oldenburg und Delmenhorst zwischen Johann VII. und seinem Bruder Anton II. Nach seiner Dienstzeit in Oldenburg leistete er vermutlich wieder Kriegsdienst, vielleicht in Frankreich oder in den Niederlanden.
Zuletzt lebte er in Arnstadt, der Residenz des Grafen Günther von Schwarzburg, und hatte dort wie in seiner ostpreußischen Heimat Grundbesitz. Seine Grabplatte in der Oberkirche in Arnstadt ist erhalten.